# Lantarón
Lantarón é um município da Espanha na província de Álava, comunidade autónoma do País Basco, de área 61,77 km² com população de 964 habitantes (2007) e densidade populacional de 15,16 hab/km².

## Demografia
| Variação demográfica do município entre 1991 e 2004 | Variação demográfica do município entre 1991 e 2004 | Variação demográfica do município entre 1991 e 2004 | Variação demográfica do município entre 1991 e 2004 |
| --------------------------------------------------- | --------------------------------------------------- | --------------------------------------------------- | --------------------------------------------------- |
| 1991                                                | 1996                                                | 2001                                                | 2004                                                |
| 804                                                 | 829                                                 | 958                                                 | 935                                                 |